# Digenethle dechambrei
Digenethle dechambrei är en skalbaggsart som beskrevs av Rigout 1995. Digenethle dechambrei ingår i släktet Digenethle och familjen Cetoniidae. Inga underarter finns listade i Catalogue of Life.